# Латинизација српског језика
Латинизација српског језика или романизација српског језика представља увођење латиничног писма у српски језик. Данашњи српски језик се пише помоћу два писма, српским ћириличним писмом, које је варијација ћириличног алфабета и српским латиничним писмом, које је варијација латиничког писма. Српски језик је добар примјер дијаграфије.
Међутим, Гајева латиница се такође веома широко користи у Србији као друго писмо. Оба писма су скоро једнако примјенљива. Романизација може да се уради без грешке, али у неким случајевима се захтијева правилно знање српског језика како би се превод са латинице на ћирилицу урадио правилно. Стандардни српски језик се тренутно пише равноправном употребом оба писма. Анкета из 2014. године показала је да се 47% становника Србије служи латиницом, док се 36% залаже за ћирилицу.
Поред српског језика, Гајева латиница се користи и у бошњачкој и хрватској варијанти српскохрватског језика.

## Употреба латинице
Српскохрватски је предвиђен као један језик, почев од Бечког књижевног договора 1850, који би био писан у две форме: једна (српска) са примењеном српском ћирилицом и другом (хрватском) која би се писала хрватском латиницом односно Гајевим латинским алфабетом.
Након што је у 19. веку Србија постала независна, латиница се није учила у школама. Након низа напора српских писаца Љубомира Стојановића и Јована Скерлића, постала је део школског програма након 1914. године.
Током Првог светског рата, Аустроугарска је у Босни забранила ћирилицу, а било је забрањено и њено коришћење у школама, у окупираној Србији. Ћирилица је током Другог светског рата била забрањена и у Независној Држави Хрватској. У надолазећем времену је све више расла употреба латинице међу Србима.
Године 1993. власт Републике Српске под руководством председника др Радована Караџића и Момчила Крајишника одлучују да уведу екавицу и српску ћирилицу као званично писмо Републике Српске. То тамошњи српски писци и народ генерално нису са одушевљењем прихватили, па је ова одлука повучена током 1994. године. Међутим, ова идеја је поново обновљена 1996. године, али у блажој форми и у Републици Српској се све до данас задржала првенствена употреба ћирилице над латиницом иако су по Уставу Републике Српске оба писма равноправна
Члан 10 Устава Србије усвојен на референдуму 2006. године дефинише ћирилицу као званично писмо у Србији, док је латиници додељен нижи статус "писма за службену употребу".
Данас се српски латиницом знатно чешће пише у Црној Гори него у Србији. Латиница се најчешће налази на интернет страницама, где употреба латинице више "одговара", а све се чешће може видети и у новинама и таблоидима, као што су „Блиц”, „Данас” и „Свет”. Новине и медији, као што су „Политика” и Радио телевизија Србије, као и страни сервиси попут Гугла и Фејсбука користе ћирилицу. Неке веб странице нуде садржај у оба писма, користе ћирилицу као изворно писмо и аутоматско креирање латиничног писма.
Године 2013. су у Хрватској били масовни протести против употребе ћирилице у Вуковару.

## Латинизација имена

### Имена српских насеља
Имена насеља се обележавају помоћу оба писма тако што се по одређеном правилу слова исписана ћирилицом преводе у латиницу.

### Лична имена код Срба
Српска лична имена се обично латинизују на исти начин као што се то ради с именима насеља. То се реализује употребом слова која су слична и код других словенских писама, употребом слова: "Č", "Ć", "Š", "Ž", "Dž" и "Đ".
Проблем се јавља код слова "Đ" односно "đ" које је настало од гласа "dʑ", а које се понекад пише као "Dj". Слово "Đ" не припада оригиналној Гајевој латиници, него га је у 19. вијеку у латинични алфабет уврстио Ђуро Даничић. 

### Страна имена
У Србији се страна имена могу писати помоћу оба писма, на начин да се име пише онако како се изговара, за разлику од хрватског и бошњачког језика у којима се страна имена пишу онако како га и сами странци пишу. На пример, на српском језику се може написати "Винстон Черчил" или "Vinston Čerčil", док се на хрватском и бошњачком језику пише "Winston Churchill".
Такође, постоје варијације у називима страних места, па се тако престоница Аустрије на српском језику зове "Беч", на хрватском и бошњачком се такође зове "Beč", иако тај град на њемачком језику има назив "Wien", а на енглеском "Vienna".